# 1303

## Родени
- Света Бригита, шведска монахиня († 1373 г.)

## Починали
- 4 март – Даниил Московски, първи московски княз (р. 1261 г.)
- Иван Асен III, български цар, (р. 1259 г.)